# Voetbalkampioenschap van Zuid-Hannover-Braunschweig 1923/24
In 1923/24 werd het tweede voetbalkampioenschap van Zuid-Hannover-Braunschweig gespeeld, dat georganiseerd werd door de Noord-Duitse voetbalbond. 
Arminia Hannover werd kampioen van groep I en Eintracht Braunschweig van groep II. Beide clubs plaatsten zich voor de Noord-Duitse eindronde. Arminia verloor van VfB Komet 1896 Bremen. Eintracht versloeg VfB Wilhelmshaven en plaatste zich voor de groepsfase waarin ze vierde werden.

## Bezirksliga

### Südkreis I
| Plaats | Club                          | Wed. | W  | G | V  | Saldo | Ptn   |
| ------ | ----------------------------- | ---- | -- | - | -- | ----- | ----- |
| 1.     | SV Arminia Hannover           | 14   | 14 | 0 | 0  | 92:7  | 28:0  |
| 2.     | Hannoverscher SC 02           | 14   | 7  | 4 | 3  | 27:26 | 18:10 |
| 3.     | VfB 1904 Peine                | 14   | 6  | 4 | 4  | 38:27 | 16:12 |
| 4.     | BV Werder Hannover            | 13   | 7  | 1 | 5  | 41:39 | 15:11 |
| 5.     | BV Germania 1910 Wolfenbüttel | 12   | 6  | 2 | 4  | 20:16 | 14:10 |
| 6.     | FV Sport Hannover             | 13   | 3  | 0 | 10 | 16:49 | 6:20  |
| 7.     | Goslarer SC 08                | 14   | 3  | 0 | 11 | 23:54 | 6:22  |
| 8.     | RSV 1906 Hildesheim           | 14   | 1  | 3 | 10 | 13:52 | 5:23  |

|  | Finale                                 |
|  | Deelname promotie/degradatie eindronde |

### Südkreis II
| Plaats | Club                         | Wed. | W  | G | V | Saldo | Ptn   |
| ------ | ---------------------------- | ---- | -- | - | - | ----- | ----- |
| 1.     | SV Eintracht Braunschweig    | 14   | 10 | 1 | 3 | 43:13 | 21:7  |
| 2.     | SpVgg Hildesheim 07          | 13   | 7  | 2 | 5 | 29:35 | 16:12 |
| 3.     | SV Niedersachsen 03 Hannover | 14   | 5  | 5 | 4 | 29:24 | 15:13 |
| 4.     | SV Eintracht Hannover        | 14   | 5  | 4 | 5 | 21:24 | 14:14 |
| 5.     | Lehrter SV 1906              | 14   | 5  | 2 | 7 | 28:30 | 12:16 |
| 6.     | VfB 04 Braunschweig          | 14   | 4  | 4 | 6 | 23:28 | 12:16 |
| 7.     | Hannoverscher SV 96          | 14   | 6  | 0 | 8 | 21:39 | 12:16 |
| 8.     | SpVgg Borussia 1911 Hannover | 14   | 3  | 4 | 7 | 26:37 | 10:18 |

### Finale
|  |                     |       |                           |  |
|  | SV Arminia Hannover | 2 – 6 | SV Eintracht Braunschweig |  |
|  |                     |       |                           |  |

## Promotie/Degradatie eindronde
| Plaats | Club                         | Wed. | W | G | V | Saldo | Ptn   |
| ------ | ---------------------------- | ---- | - | - | - | ----- | ----- |
| 1.     | Leu Braunschweig             | 4    | 3 | 0 | 1 | 15:7  | 06:02 |
| 2.     | SV Linden 07                 | 4    | 3 | 0 | 1 | 10:5  | 06:02 |
| 3.     | SpVgg Borussia 1911 Hannover | 4    | 2 | 0 | 2 | 10:9  | 04:04 |
| 4.     | RSV 1906 Hildesheim          | 4    | 1 | 1 | 2 | 5:12  | 03:05 |
| 5.     | FC 1919 Kleefeld             | 4    | 0 | 1 | 3 | 3:10  | 01:07 |

|  | Promotie   |
|  | Degradatie |